# سلوان (فلسطين)
سِلْوان هي البلدةُ المُجاورةُ لأسوار القدس والمسجد الأقصى من الجهة الجنوبيّة، وتُعرف بلقبِ حاميةِ القدس؛ إذ تُشكّل حدودُها قوساً يمتدّ من الناحية الشرقيّة الجنوبيّة وحتى الجنوبيّة الغربيّة للمدينة. يختلفُ عددُ سُكّان سلوانَ باختلافِ التعريفِ الحدوديّ لها، إذ يتراوحُ بين نحوِ عشرين وستّين ألفاً من الفلسطينيين، بالإضافةِ إلى نحوِ 500 إلى 2,800 مستوطن إسرائيلي.
تُعدّ سلوانُ جُزءاً من القدس الشرقية التي كانت تحت الإدارة الأردنية بعد حرب 1948، حتّى احتلتها إسرائيل سنة 1967، وتُدار اليومَ باعتبارها جُزءاً من بلدية القدس حسب النظام الإداريّ الإسرائيليّ، في حين إنّها تُشكّل جُزءاً من منطقة J1 من محافظة القدس وفقاً للنظام الإداريّ الفلسطينيّ. وفي عام 1980 ضمّت إسرائيلُ القدسَ الشرقيّةَ (بما فيها سلوان) إلى الشطر الغربيّ من المدينة لتُصبح القدس الموحدّة عاصمةً لها حسب قانون القدس، وهو من قوانينها الأساسية، لكنّ الأمم المتحدة اعتبرت القانونَ انتهاكاً للقانون الدولي، ووجّهت إليه النقدَ «بأشدّ العبارات»؛ «لكونه يُشكّل عقبةً جديّةً أمام تحقيق سلام كامل وعادل ودائم».

## التاريخ

### التسمية
قد يكونُ اسم سلوان مُشتقّاً من اللفظة الآرامية «سيلون» التي تعني الشوك أو العليق، وقيل إنّ أصله يعودُ إلى الجذر السامي «سِلا/شِلا» الذي يعني الهدوء والسكون والعُزلة. وقيل كذلك إنّها من اللفظة العبرية «شِلوا» بمعنى أُرسِل أو مُرسَل. أمّا سلوام فهي التسمية اليونانية لسلوان.

### العصران البرونزي والحديدي
يعتقدُ المؤرخون أنّ سلوان كانت النواة الأولى التي بُنيت عليها القدس إبّان العصر البرونزي المُبكّر قبل نحو خمسة آلاف سنة، وبالتحديد في مُنحدر وادي حلوة ومنطقة العين وبركة سلوان. كانت عيونُ سلوان مصدر المياه الوحيد لمدينة القدس، وما كان من المُمكن إقامة تجمّع حضري في القدس بدونها، لذا فقد شقّ اليبوسيون أنفاقاً لجرّ المياه منها إلى داخل حصنهم، وظلّت هذه الأنفاقُ تُستعمل بعدهم زمناً طويلاً. لقد أظهرت الحفريّاتُ أنّ سلوان ظلّت مأهولةً بالسُكان بشكل مُستمر تقريباً مُنذ الألفيّة الرابعة قبل الميلاد، كما تُشكّل آثار الحُصون وأنظمة المياه المُعقّدة شواهدَ تدلُّ على وجود مدينةٍ كبيرةٍ على ذلك المكان بحلول القرن الثامن عشر قبل الميلاد، أي قبلَ وصول العبرانيين بسبعة قرون.
تذكرُ الروايات أنّ حصن يبوس استعصى على الملك داود، ولم يتمكّن من فتحه إلا عندما اكتشف فتحة النفق الذي يجرّ مياه العين إلى داخل الحصن، فنَفِذَ جُنده منه إلى داخل الحصن وتمكنّوا من الاستيلاء عليه، وكان ذلك في القرن الحادي عشر قبل الميلاد، بيد أنّ هذه الرواية غيرُ مقبولةٍ عند مُعظم المُؤرّخين. وفي أوائل القرن السابع قبل الميلاد أمر حزقيا ملك يهوذا بشقّ نفقٍ يُعرف اليوم بنفق حزقيا (أو نفق سلوان) استعداداً لحصارٍ وشيكٍ كانت ستتعرّض له المدينةُ على أيدي الأشوريين، وذلك بهدفِ منع الجيوش المُحاصِرة من الوصول إلى مياه النبع، وبذلك تكوّنت بركة سلوان نتيجةَ تجمّع المياه القادمة من النبع عبرَ النفق. وقد عُثر داخل هذا النفق على نقش سلوان عام 1880، الموجودُ اليومَ في متحف إسطنبول الأثري. كما أُنشئت مدينة موتى على أرض سلوان في ذلك العهد، ويُعتقد أنّها كانت موضع دفنٍ لكبار المسؤولين في مملكة يهوذا. وفي عام 587/586 ق.م احتلّ الملكُ البابلي نبوخذ نصّر الثاني مدينة القدس ودمّرها في ما عُرف بالسبي البابلي.

### العهد الروماني والبيزنطي

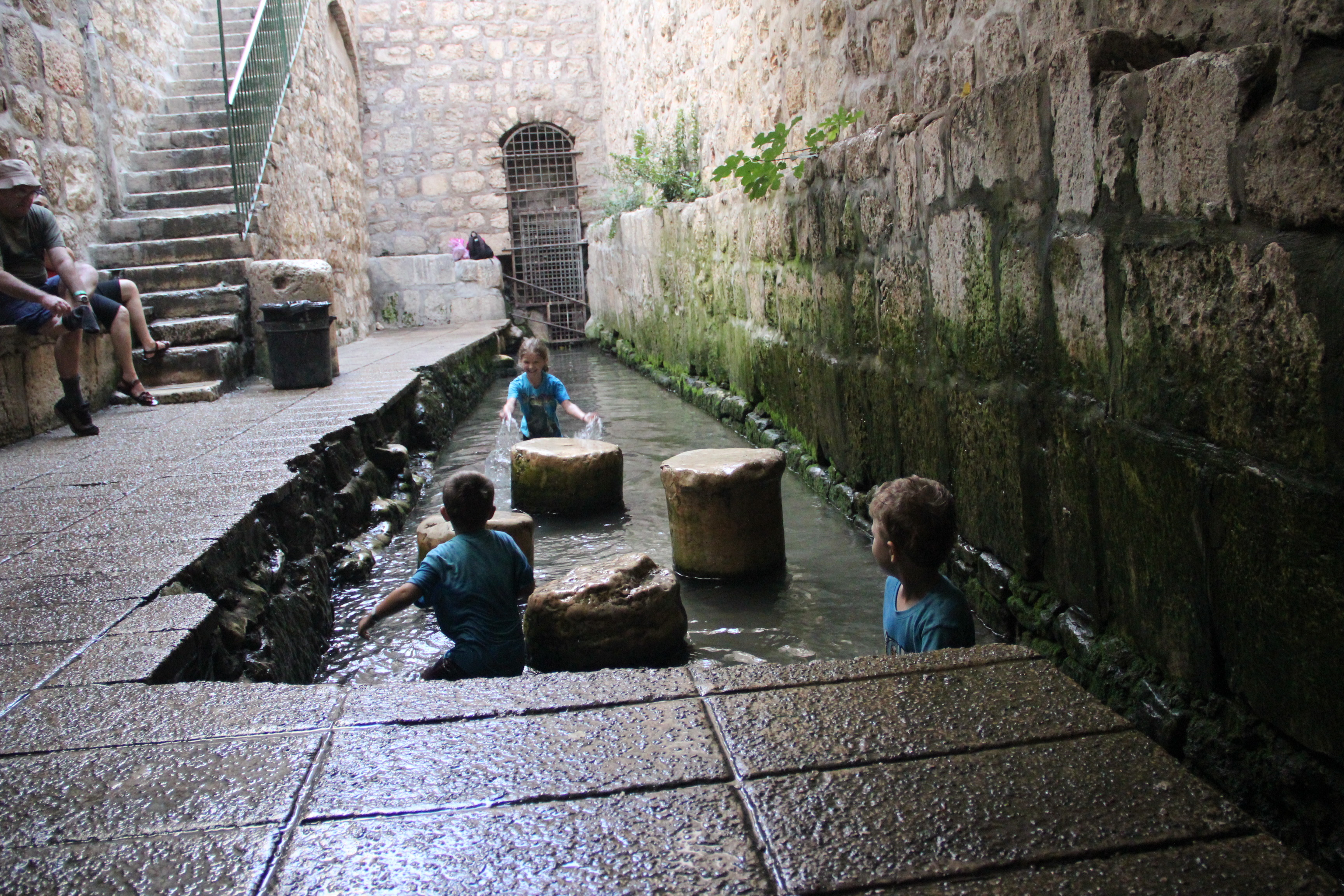
بركة سلوان

لا يُعرف الكثير عن المنطقة إبّان الحُكمين البابلي والفارسي، وتشهدُ الآثار المُتناثرة والقبور المُتفرّقة على خفوتِ نجم المنطقة أيّام الفترتين الهلنستية والحشمونية، لكنّ القدس ازدهرت من جديد في العهد الروماني، وعاد العُمران لأرض سلوان، فشُقّت الطرق، وحُفِرت قنوات المياه، وبُنيت مبانٍ ضخمة. إلّا أنّ التوسّع العُمرانيّ في تلك الفترة كان باتجاه الشمال والغرب بشكلٍ أساسيّ، أي باتجاه ما يُعرف اليومَ بالبلدة القديمة وما وراءها. بَيْد أنّ الدمار الذي حلّ بالقدس على يد الإمبراطور الرومانيّ تيتوس سنة 70 بعد الميلاد أدّى إلى إلحاق أضرارٍ جسيمةٍ بالمباني الجاثمةِ على التلّ الشرقيّ (سلوان اليوم)، لكنّها ما لبثت أن عُمّرت من جديد في الفترة الرومانية المُتأخرة.
اكتسبت القدس بعد ذلك أهميّةً دينيّةً كبيرةً لمّا اعتنقت الإمبراطورية الرومانية المسيحية، وأُدمج التلّ الواقع في الجنوب الشرقيّ بالمدينة المُقدّسة. وقد دلّت الحفريّاتُ على وجود كنيسة، ومنازلَ فارهةٍ، وسورٍ في منطقة بركة سلوان كان يُحيط بالمدينة في ذلك العهد. كما اتّخذ النُسّاك والعُبّاد سلوان مسكناً ومكاناً لتعبّدهم من القرن الرابع حتى القرن السابع الميلادي. وأمرت الإمبراطورة البيزنطية إيليا أودوتشا ببناء كنيسةٍ في سلوان في القرن الخامس الميلادي تخليداً لذكرى معجزة ردّ المسيح البصر لرجلٍ أعمى هناك كما ورد في إنجيل يوحنا. حيثُ قال المسيح للرجل: «اذهب إلى بركة سلوام واغتسل»، فمضى الرجلُ واغتسل فأبصر. وبهذا باتت بركة سلوان موقعاً مُقدّساً لدى المسيحيين.

### الفتح الإسلامي

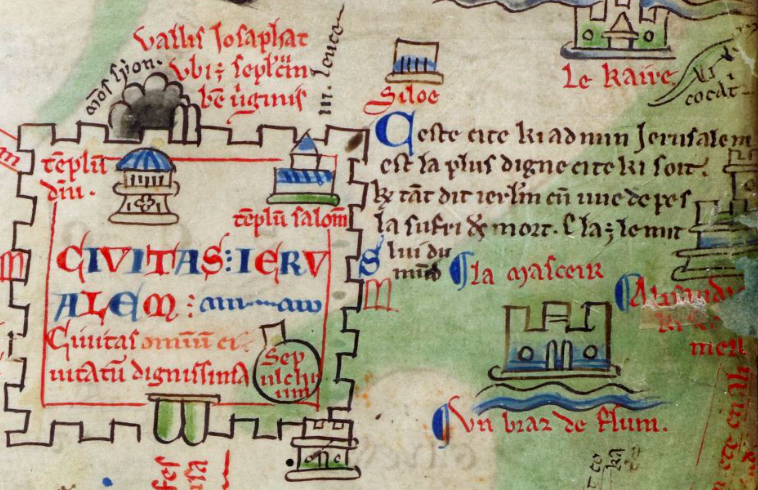
سلوان ظاهرةً في خريطة حجّ ماثيو الباريسي التي تعود إلى عام 1250.

باتت سلوانُ جُزءاً من بلاد المسلمين عندما وصل الخليفةُ الثاني عمر بن الخطاب إلى القدس وتسلّم مفاتيحها في القرن السابع الميلادي، وتعرّضت البلدةُ إلى تغيّرٍ لافتٍ بعد قدوم المُسلمين إليها، فأصبحت بمنزلة قرية زراعيّة. كما شُيّدت فيها مساكنُ صغيرةٌ بالإضافةِ إلى مقبرة، أمّا المنازلُ الفارهةُ التي ترجع للحقبة السابقة فقد هُجِرت. وقد أذن الخليفةُ عمر لليهود بالعيش في سلوان لأوّل مرةٍ بعد خمسة قرونٍ من اضطهاد الرومان لهم. عاش أولئك اليهود (وكانوا من القرائين) في حيٍّ لهم بسلوان، ويشهدُ على وجودهم بقايا نقشٍ عبريّ يرجعُ إلى تلك الحقبة الزمنيّة.
حظيت عين سلوان بأهميّةٍ خاصّةٍ لدى المُسلمين، فقد ورد أنّ النبي ذكرها في الحديث الذي رواه أبو هريرة: «واختار من العيون أربعة: يقول في مُحكم كتابه: {فيهما عينان تجريان} وقال: {فيهما عينان نضاختان}، فأمّا اللتان تجريان فعين بيسان وعين سلوان وأمّا النضاختان فعين زمزم وعين عكا». وورد عن التابعي خالد بن معدان إنّ عينَيّ زمزم وسلوان من عيون الجنة. وزاد من أهميّتها أنّ الخليفة الثالث عثمان بن عفان قد أوقفها لفقراء المُسلمين.
وفي العصر الأموي شُيّدت قصورٌ ومبانٍ ضخمةٌ لتكون مركزاً إدارياً للحُكم الأمويّ في القدس. إلّا أنّها دُمّرت وهُجِرت نتيجةَ زلزالٍ حلّ ببلاد الشام سنة 749، بَيْد أنّ أبحاثاً جديدةً تُشير إلى أنّ القصور الأمويّة ظلّت قائمةً مُستخدمةً حتى دمّرها زلزالٌ ضرب المنطقة سنة 1033. وقد عُثر على آثار هذه القصور في سبعينات القرن العشرين جنوبَ المسجد الأقصى عند مدخل سلوان من الجهة الشمالية.
ورد ذكرُ سلوان عند ثُلّةٍ من المُؤرخين والجغرافيين المُسلمين مثل الإدريسي وياقوت الحموي وناصر بن خسرو الذي كتب في وصفه لعين سلوان في القرن الحادي عشر الميلاديّ يقول:
| سلوان (فلسطين) | وحين يسير السائر من المدينة جنوباً مسافة نصف فرسخ، وينزل المنحدر، يجد عينَ ماءٍ تنبع من الصخر تسمى عين سلوان. وقد أقيمت عندها عمارات كثيرة. ويمر ماء هذه العين بقريةٍ شيّدوا فيها عماراتٍ كثيرةً وغرسوا بها البساتين. ويقال إن من يستحم من ماء هذه العين يشفى مما ألم به من الأوصاب والأمراض المزمنة، وقد وقفوا عليها مالاً كثيراً | سلوان (فلسطين) |

في حين كتب المقدسي في كتابه أحسن التقاسيم في معرفة الأقاليم في القرن العاشر الميلاديّ عن سلوان يقول:
| سلوان (فلسطين) | سلوان محلة في ربض المدينة تحتها عين عذيبية تسقي جناناً عظيمة، أوقفها عثمان بن عفان على ضعفاء البلد، تحتها بئر أيوب ويزعمون أن ماء زمزم يزور ماء هذه العين ليلة عرفة | سلوان (فلسطين) |

كما تغنّى أبو العلاء المعري بعين سلوان قائلاً (في بيتيْن مُنفصلين):
كانت سلوانُ حتى أواسط القرن الحادي عشر الميلاديّ حيّاً يقعُ داخل المنطقة الجنوبيّة المُسوّرة لمدينة القدس. ولكنّ الزلزال الذي ضرب المدينة عام 1033 دمّر الأسوار التي كانت تضمّ منطقة سلوان، ولمّا بُنيت الأسوار من جديد بعد الزلزال باتت سلوان واقعةً خارجَ السور الجنوبيّ للمدينة. وصارت المنطقةُ بعد ذلك قليلة السُكّان والعُمران.

### العهد العثماني، والانتداب البريطاني، والإدارة الأردنية

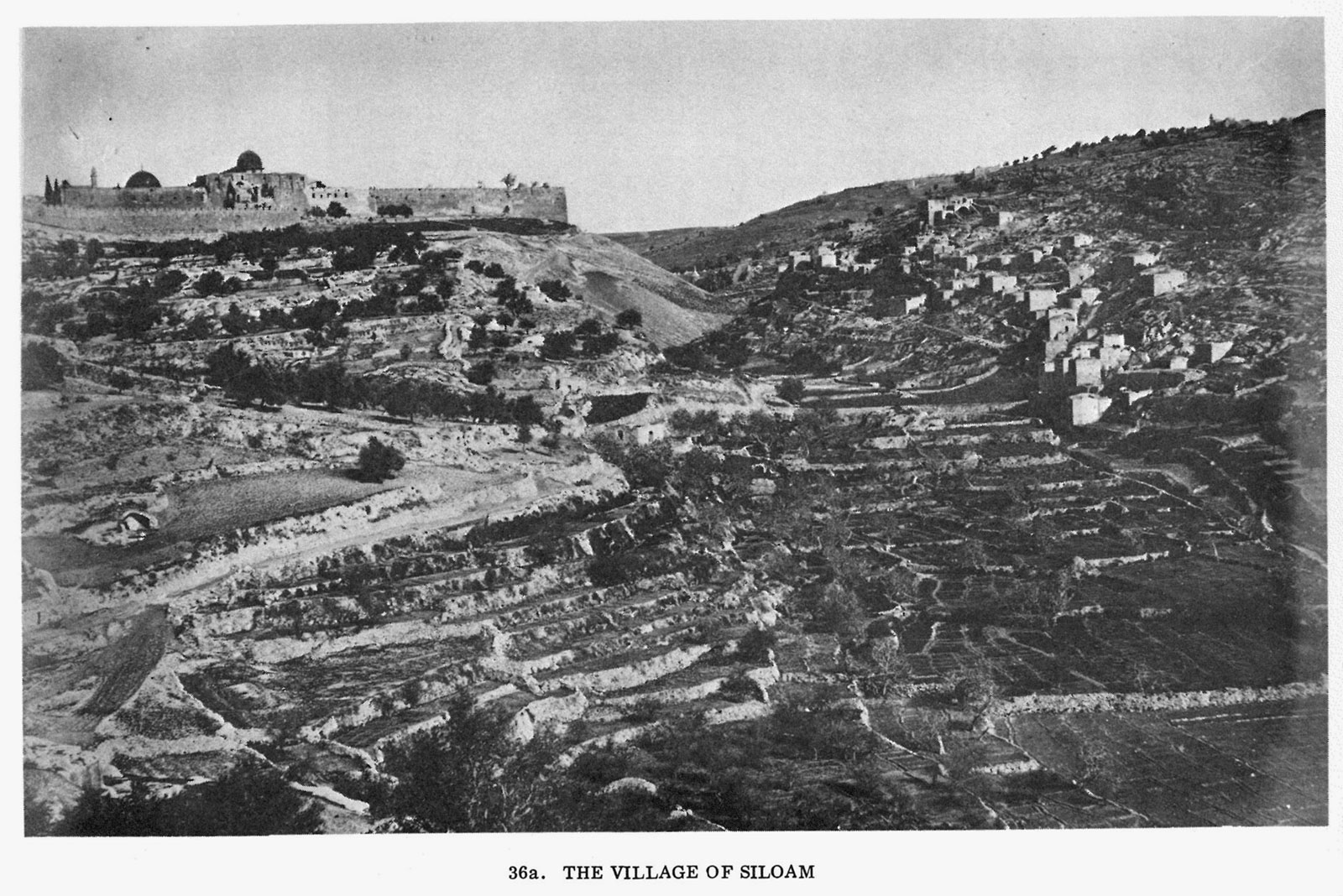
صورةٌ لسلوان من الجهة الجنوبية سنة 1864 تقريباً.

ذُكرت سلوان في سجلات الضرائب العثمانية على أنّها موجودةٌ في ناحية القدس من لواء القدس سنة 1596، بتعدادٍ سُكّاني بلغ 60 أُسرةً جميعهم مُسلمون. وبلغ مجموعُ ما دفعه السُكّان من ضرائب 35,500 آقجة، ذهبت جميعها إيراداتٍ للوقف. وفي عام 1834 تعاون أهلُ سلوان مع قادةِ ثورة الفلاحين (التي اندلعت في عموم فلسطين ضدّ إبراهيم باشا) عن طريق إدخالهم في نفق صرفٍ صحيّ كان يمتدُّ من باب المغاربة إلى داخل البلدة القديمة، وبذلك تمكّنوا من دخول القدس سرّاً، ففتحوا باب المغاربة ودخل آلافُ الثوّار إلى داخل المدينة المُسوّرة. وقد وردَ ذكرُها عام 1838 على أنّها قريةٌ مُسلمةٌ تقعُ في مُقاطعة الوادية الواقعةِ شرقيّ القدس. وفي عام 1883 كتب المُسافر القادمُ إلى فلسطين ت. سكنر أنّ بساتين الزيتون المُجاورةِ لسلوان كانت مكاناً لتجمّع المُسلمين أيّام الجُمعة. أمّا «مسح جغرافيا فلسطين» الذي أجراهُ صندوق استكشاف فلسطين فقد وصفها بأنّها «قريةٌ واقعةٌ على مُنحدرٍ شديد الانحدار ومبنيّةٌ من الحجارة بشكلٍ سيِّئ، وتُجلب [إليها] المياهُ من عينِ أمّ الدرج. وهُناك العديدُ من الكهوف بين المنازل وخلفها يستخدمها السُكّان كإسطبلات». ووصف الرحّالةُ في كُتبٍ نُشرت بين عاميّ 1888-1911 سلوانَ بأنّها قريةٌ حجريّةٌ واقعةٌ على امتدادِ التلّ الشرقيّ، ووصفوا أرضَ الوادي بأنّها أرضٌ خضراء مزروعة. كانت قريةُ سلوانَ واقعةً على المُنحدر الشرقيّ لوادي النار عند نبع أم الدرج، وكان الفلّاحون يعملون في زراعة أراضي الوادي ويبيعون محاصيلهم في أسواق القدس.

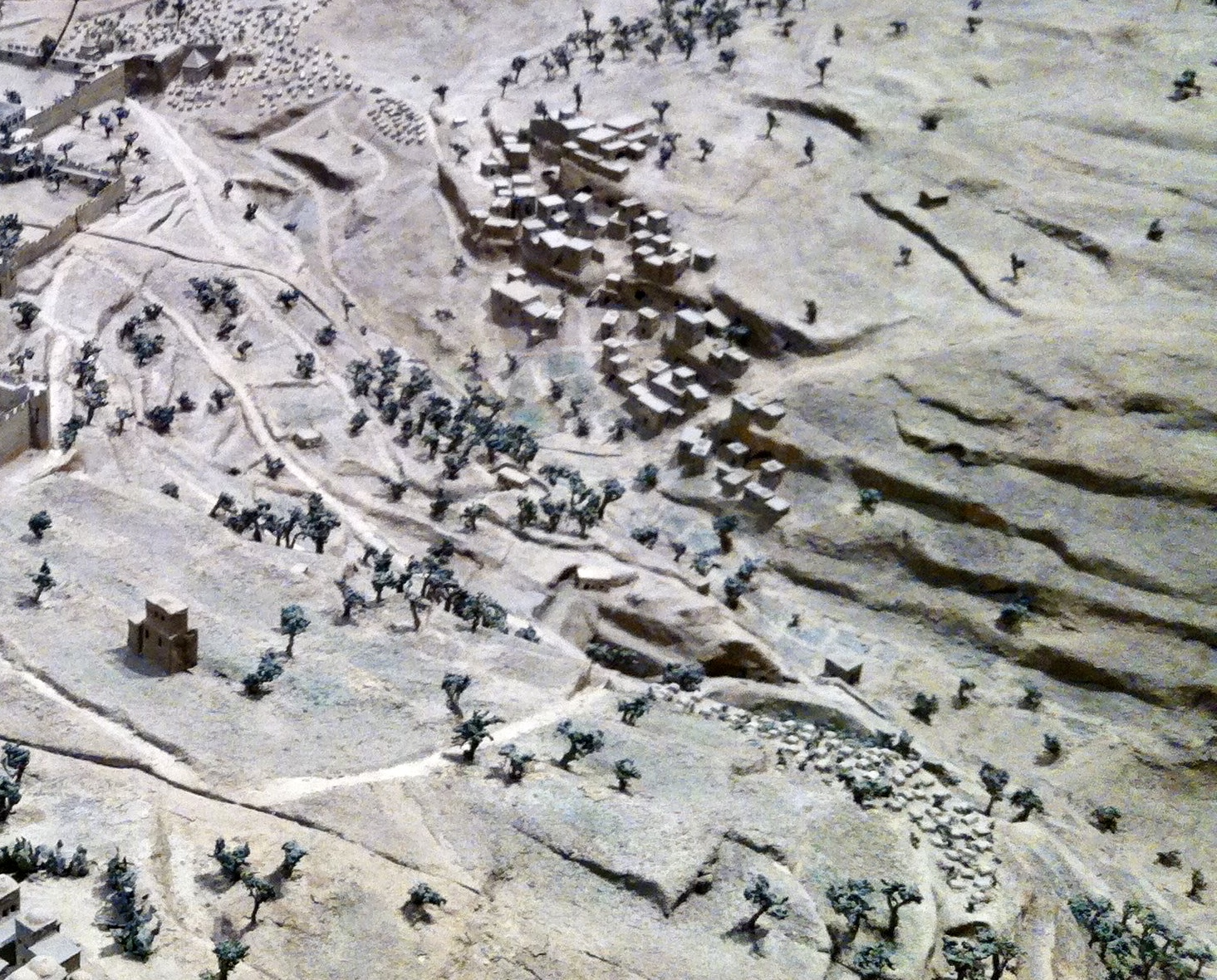
سلوان كما تظهر في نموذج القدس لشتيفان إيلش المُنجز سنة 1873.

وصل إلى القدس مجموعةٌ من يهود اليمن الذين قدِموا من صنعاء بدافع الحماس الدينيّ سنة 1881-1882، وكانوا فُقراءَ مُعدمين حين وصلوا الأرض المُقدّسة، فلجؤوا إلى الكهوفِ الموجودةِ في التلال المُواجهةِ لأسوار القدس ووادي حلوة (وقرّر بعضُهم الذهابَ إلى يافا). بَيْد أنّ اليشوب القديم (المُجتمع اليهوديّ الذي عاش في فلسطين قبل بدء الهجرات الصهيونيّة) رفضهم ونبذهم، إذ لم يعترف بيهوديّتهم بسبب بشرتهم الداكنة، وعاداتهم غير المألوفة، ونُطقِهم الغريب للعبرية، فشَرَعَت المستعمرة الأمريكية بتوفير المأوى لهم. وبعد ذلك اشترى أثرياءٌ يهودٌ أرضاً في وادي سلوان وأنشؤوا حيّاً لهم في ذلك المكان. وبُني 45 منزلاً حجريّاً جديداً لليمنيين في الفترة بين عاميّ 1885-1891 في الطرف الجنوبيّ من القرية، وسُمّيت كفار شلواه أو حارة اليمن. بلغ عددُ سُكّان الحيّ أكثر من مائة عائلةٍ في أوجه، لكنّهم ما لبثوا أن هجروه خلال الحرب العالمية الأولى، ثمّ بعد اندلاع ثورة البراق سنة 1929 والثورة الفلسطينية الكبرى سنة 1936 أيّامَ الانتداب البريطاني. نَقَلَ المجلس الوطني اليهودي على إثر ذلك اليهودَ اليمنيين إلى الحي اليهودي، إذ تدهورت الأوضاعُ الأمنيّةُ بالنسبة لليهود. وغادر من تبقّى منهم سلوانَ عام 1938 بناءً على نصيحة الشرطة. وقد أرسلَ اليمنيّون لأهل سلوان رسائلَ عبّروا فيها عن امتنانهم لهم للسنوات التي قضوها معاً في القرية.

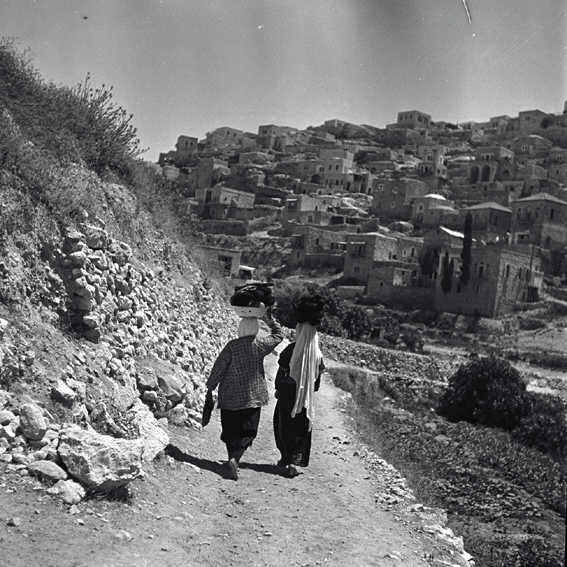
سلوان سنة 1945

وفي 15 ديسمبر من عام 1947 هاجمَ مجموعةٌ من أهالي سلوانَ قافلةً مُؤلّفةً من عدّة مركباتٍ مصحوبةً بعرباتٍ مُدرّعةٍ صهيونيّةٍ كانت تنقلُ البوتاس لصالحِ شركة فلسطين البريطانيّة للبوتاس من البحر الميت إلى ميناء حيفا مروراً بناحية القدس، ونَجَمَ عن الهجومِ مقتلُ سبعة أفرادٍ من طاقم القافلة. وعلى إثر ذلك هاجم الصهاينةُ سلوانَ في 17 ديسمبر، وفجّروا عدّةَ منازل فيها. وقد كانت سلوانُ في ذلكَ الوقتِ هدفاً دائماً لرصاصِ الجماعات الصهيونيّة وقنابلِها؛ حيثُ كانوا يشنّون هجماتهم عليها من الحي اليهودي في البلدة القديمة ومن مواقعهم في حيّ النبي داود وجبل المكبر. كانت هذه الهجماتُ عنيفةً لدرجةِ أنّ سُكّان البلدةِ كانوا يضطّرون لترك منازلهم قبلَ شروق الشمس ولا يعودون إليها إلّا بعد الغروب. ووصل عددُ قتلى سلوان مُنذ بداية حرب فلسطين عام 1947 وحتى وقف إطلاق النار 285 قتيلاً. كان للمقاومةِ التي أبداها أهالي البلدة في معارك القدس المُختلفة عامَي 1947-1948 دورٌ في حماية الشطر الشرقيّ للقدس من السقوط في أيدي الصهاينة.
باتت سلوانُ تحت الإدارة الأردنية بعدَ حرب 1948 وهدنة 1949، وقد ضُمّت إلى مدينة القدس وأصبحت حيّاً من أحيائها عام 1961. ثُمّ ما لبثت أن احتلّتها إسرائيل عام 1967، كما الحالُ مع باقي القدس الشرقية والضفة الغربية.
اشتُهرت سلوانُ بالزراعة لخصوبة أراضيها الواسعة ووفرة المياه والينابيع فيها، وكان من محاصيلها الحبوب والقمح والشعير والبقوليّات والخضراوات، كما كانت أشجار الزيتون والتين والرمّان ودوالي العنب تُغطّي مساحاتٍ واسعةً من أراضي البلدة، حتّى قيل في المثل الشعبي: «جاي تبيع السِّلِق على أهل سلوان». فكانت بذلك واحدةً من أهمّ السلال الغذائيّة للقدس حتى خمسينات القرن العشرين، إلّا أنّ التزايد السُكّاني والتوسع العُمراني قلّص المساحات المزروعة إلى حدّ كبير.

### الاحتلال الإسرائيلي

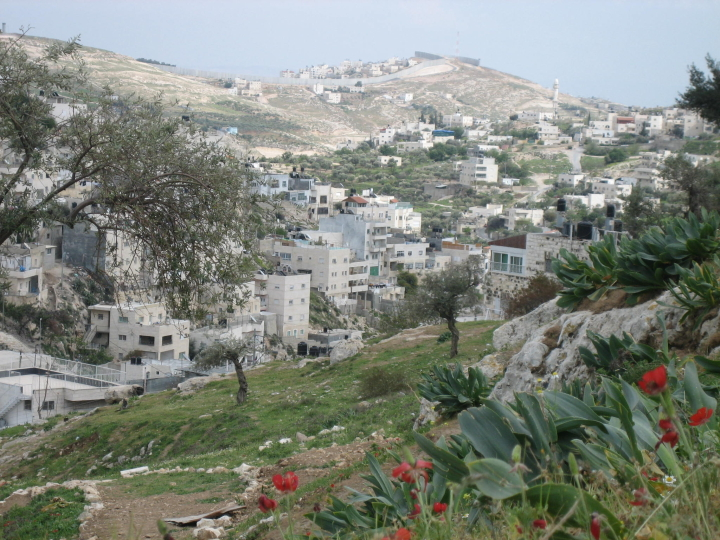
سلوان عام 2005. ويظهر في الصورة الجدار الفاصل.

ترزحُ سلوانُ تحتَ الاحتلال الإسرائيليّ مُنذ عام 1967، وتسعى المُنظمّاتُ الصهيونية إلى تعزيز الوجود اليهوديّ فيها، إذ تعملُ مُؤسّسة ألعاد ومُنظمّة عطيرت كوهنيم بالتعاونِ مع لجنة تجديد القرية اليمنيّة في سلوان على توطين اليهود في الحيّ بشتّى السُبُل. وفي عام 1987 كتب المُمثّل الدائم للأردن لدى الأمم المُتّحدة إلى الأمين العام يُبلغه بالنشاط الاستيطانيّ الإسرائيليّ، وأشار في رسالته إلى أنّ شركةً إسرائيليّةً (هيمنوتا) قد استولت على منزليْن فلسطينيين بعد إجلاءِ ساكنيهما في حي البستان من سلوان. ومُنذ ذلك الحين وحيّ البُستان -بالإضافة إلى حيّ وادي حلوة المُجاورِ له- مركزٌ للنشاط الاستيطانيّ الإسرائيليّ.
أصدرت محكمةُ الصُّلح في القدس حُكماً في يناير 2020 شكّل دفعةً كبيرةً للجهود الحثيثة التي تبذلها مُنظمّة عطيرت كوهنيم الرامية إلى طرد أعدادٍ كبيرةٍ من الفلسطينيين من منازلهم في سلوان، إذ تمكّنت المُنظّمة بموجب الحكم من ادّعاءِ مُلكيّة أراضٍ في حي بطن الهوى في سلوانَ بحُكْمِ امتلاكها لصندوقٍ يهوديّ (هيمنوتا) ادّعت امتلاكه لهذه الأراضي في القرن التاسع عشر أيّامَ الحُكم العُثمانيّ، لذا فإنّ هذا القرارَ يُهدّدُ بتهجيرِ نحو 700 فلسطينيّ من منازلهم. وفي ديسمبر 2020 تلقّى عددٌ من أهالي حيّ البُستان أوامرَ بهدمِ منازلهم بأنفسهم أو دفعِ تكلفة تنفيذ البلديّة لأوامر الهدم. كما طالبت البلديّةُ المحكمةَ في فبراير 2021 بتفعيل قرارات الهدم المُتعلّقة بأكثر من سبعين مبنىً يسكنُ فيها نحو 1,500 شخصٍ في البُستان، وما تزال تهديدات الهدم والتهجير مستمرة حتى اليوم.

## الجغرافيا
يُحاذي سلوان من الشمال المسجد الأقصى وسور البلدة القديمة، وحي الثوري من الغرب، وجبل المكبر من الجنوب، أمّا من الشرق فيحُدّها أبو ديس والعيزرية وجبل الطور. وقد كانت أراضي سلوان تمتدّ حتّى منطقة الخان الأحمر بين مدينتيّ القدس وأريحا، حتّى أُطلِق على تلك المنطقة اسم «خان السلاونة». وكانت مساحةُ تلك الأراضي (65,000) دونم، منها (47,000) دونم من الأراضي الزراعيّة و (18,000) دونم من الأراضي الصخريّة، إلّا أنّ الاحتلال الإسرائيلي صادرها بعد حرب 1967 وأقامَ عليها مُستوطنة معاليه أدوميم. أمّا مساحةُ سلوانَ الحاليّة فتبلغُ 5,421 دونمًا.
يصلُ ارتفاعُ سلوان إلى حوالي 600-700 مترٍ فوق مستوى سطح البحر في المناطقِ الواقعةِ على أطرافِ جبل الطور، ثُمّ تنحدرُ بشدّةٍ حتّى تصلَ إلى وادي النار الذي يُحاذيها من جهةِ الغرب. ويبلغُ مُتوسّط درجة الحرارة السنويّ فيها 17 درجة مئويّة، ومُتوسّط الرطوبة السنويّ حواليّ 60%، أمّا مُعدّل هطول الأمطار السنويّ فيبلغُ 404,8 ملّيمتر.

## السكان

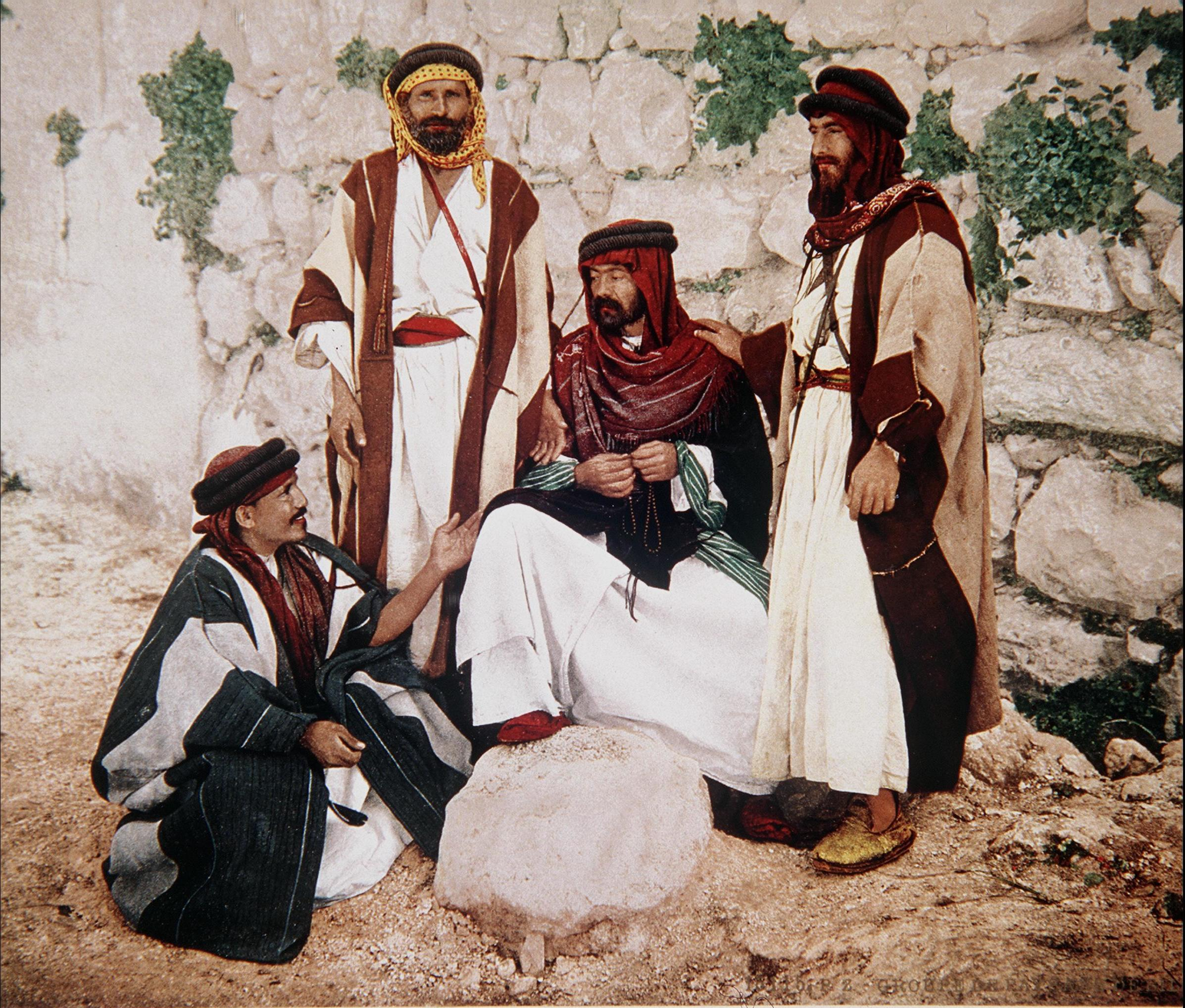
رجالٌ من سلوان، من تصوير فيليكس بونفيس سنة 1890 تقريباً.

كان عددُ سُكّان سلوان 60 أُسرةً، جميعهم من المُسلمين وفقاً للإحصاء العُثمانيّ عام 1596. بينما أظهرت قائمةُ القُرى العُثمانيّة الرسميّة -التي تعودُ إلى عام 1870 تقريباً- أنّ سلوانَ ضمّت 92 منزلاً وأنّ عددَ قاطنيها بلغ 240 نسمةً، لكنّ الإحصاءَ شمِل الرجالَ فقط. أمّا عام 1896 فقد بلغَ عددُ السُكّان نحوَ 939 شخصاً.
أظهر تعدادُ فلسطين الذي أُجرِيَ سنة 1922 أنّ سُكّان سلوان كانوا 1,901 نسمة، منهم 1,699 مُسلماً، و153 يهوديّاً، و49 مسيحيّاً (ثلاثة وثلاثون منهم يتبعون الكنيسة السريانية الكاثوليكية وستّة عشر يتبعون الكنيسة الرومانية الكاثوليكية). أمّا تعداد 1931 فقد أظهر أنّ عددَ المنازل المأهولة في سلوان بلغَ 630 منزلاً بواقعِ 2,968 نسمة، شكّل المُسلمون منهم 2,553 نسمة، أمّا اليهودُ فكانوا 124، بالإضافةِ إلى 91 مسيحيّاً. تبعَ ذلك تعدادٌ أُجري سنة 1945 بَيّن أنّ عدد سُكّان البلدة قد صار 3,820 نسمة، منهم 3,680 من المُسلمين و140 من المسيحيين.
يختلفُ عددُ سُكّان سلوانَ الحاليّ باختلافِ التعريفِ الحدوديّ لها. فقد قدّر الكتابُ الإحصائيّ السنويّ للقدس الصادرِ عن «معهد القدس للدراسات الإسرائيليّة» عددَ سُكّان الحيّ بحواليّ 19,050 نسمة عام 2012، في حين أشارت دائرة الإحصاء المركزية الإسرائيلية إلى أنّ عددَهم يبلغُ 31,683 تقريباً، وكان ذلك عام 2011. أمّا عند احتسابِ المناطق التي يُنظرُ لها على أنّها جُزءٌ من سلوانَ وامتدادٌ لها (رأس العامود على سبيلِ المثال)، فإنّ تعدادها السُكّانيّ يصلُ إلى نحو 59,000 نسمة من الفلسطينيين، بالإضافةِ إلى نحو 2,800 مُستوطنٍ يتمركزون في 78 بؤرةٍ استيطانيّةٍ.
تشملُ العشائرُ التي يُنسب لها أهلُ سلوانَ عشيرةَ الروايضة، والذيابية، والصيامية، والمهربشية، والنجادة، والعباسية، والقراعين، والمحاريق، والعليوات، بالإضافةِ إلى من جاءها من مدينة القدس وقُراها المُجاورة، كما يرجعُ أصلُ بعضِ سُكّانها إلى مدينة الخليل.

## الاقتصاد
يعملُ 75% من أهالي سلوانَ في سوق العمل الإسرائيليّ، ويعملُ 10% منهم في قطاع التجارة، بالإضافةِ إلى 10% يعملون موظَّفين في القطاعين الحكوميّ والخاص، و5% يعملون في قطاع الصناعة. ويبلغُ مُعدّل البطالة في البلدةِ قُرابةَ 40%، وفقاً لمسحٍ ميدانيّ أجراهُ معهد الأبحاث التطبيقية - القدس عام 2012.
تُعاني سلوانُ -كغيرها من الأحياءِ الفلسطينيّة في مدينة القدس- من نقصٍ كبيرٍ في البنية التحتية؛ فشبكةَ الطرق في الحيّ عشوائيّةٌ وغيرُ مُنظّمةٍ، بالإضافة إلى الاكتظاظ الشديد الناتج عن مُصادرة مساحاتٍ شاسعةٍ من أراضيها والقيود الكثيرة المفروضة على البناء فيها من سُلُطات الاحتلال. كما تشكو البلدةُ من نقصٍ شديدٍ في المُنشآت التعليميّة.

## المعالم والآثار
تضمُّ سلوانُ عدداً من المعالمِ والآثار، منها:
| عين سلوان تُعرف كذلك باسم عين أمّ الدرج، وعين العذراء، وعين جيحون. يبدأ مسارُ العين من منطقة "العين الفوقا"، وهي موجودةٌ في منطقةٍ مرتفعةٍ قليلًا شمالَ سلوان، ومن ثمّ تهبطُ المياه في نفقٍ صخريّ ضيّق أسفلَ الأرض لتمتدّ على طول 533 متراً حتّى تصلَ إلى بركة سلوان الأثريّة الواقعة بجوار جامع العين. كما توجدُ أعمدةُ رخامٍ عند بركة العين تُشكّل بقايا كنيسةٍ تعودُ إلى الحقبة البيزنطيّة. وبعدَ الوصولِ إلى البركة، تمتدّ مجاري المياه مسافةَ 107 أمتارٍ لتصلَ إلى البركة السفليّة، والتي تُعرف أيضاً باسم "البركة الحمراء". وصف يوسيفوس فلافيوس ماءَ عين سلوان بأنّه "عذبٌ غزيرٌ"، أمّا ياقوت الحموي فقالَ في مُعجمه: "عينُ سلوانَ عينٌ نضّاخةٌ يُتبرّك بها ويُستشفى فيها بالبيت المُقدّس". |
| بئر أيوب من أبرز آبار القدس، والاسمُ نسبةٌ إلى النبيّ أيوب. هذه البئرُ هي التي يؤمنُ المسلمون أنّها ذُكرت في القرآن بسورة ص، حيثُ جاء: {ارْكُضْ بِرِجْلِكَ هَذَا مُغْتَسَلٌ بَارِدٌ وَشَرَابٌ}. وقد أمر صلاح الدين الأيوبي بترميم البئر بعدَ دخوله بيت المقدس عام 1187. يبلغُ عُمق بئر أيّوب 38 متراً، ويبعدُ عن البركة الحمراء 300 مترٍ تقريباً. |
| دير القديس أنوفريوس يقعُ في وادي الربابة أحد أحياء سلوان، وهو دير تابعٌ لطائفةِ الروم الأرثوذكس. يعودُ البناءُ الحاليّ للدير إلى أواخر القرن التاسع عشر. وقد بُنيَ على المكانِ الذي كان القدّيسُ أنوفريوس يُصلّي فيه في القرن الرابع من الميلاد. |
| كنيسة صياح الديك تُعرف أيضاً بكنيسة القديس بطرس، وهي كنيسةٌ كاثوليكيّةٌ تقعُ على أطرافِ سلوانَ وتُطلّ عليها. شُيّد بناؤها الحاليّ بين عاميّ 1924-1931، ويرجعُ سببُ تسميتها إلى القصّةِ الواردةِ في إنجيل مرقس، حين أخبر المسيحُ بطرس بأنّه سيُنكره ثلاثَ مرّاتٍ قبلَ أن يصيحَ الديك. |
| القصور الأموية عُثِر على آثارِ القصور الأموية في سبعينات القرن العشرين بمُحاذاةِ المسجد الأقصى من الجهة الجنوبيّة عندَ مدخلِ سلوانَ من الجهة الشماليّة، وقد شُيّدت لتكون مركزاً إداريّاً للحُكم الأمويّ في القدس آنذاك. اتُّهِمت سُلُطات الاحتلال الإسرائيليّ بتخريبِ هذه القصور والعملِ على تهويدها. |
| طنطور فرعون ويُعرف كذلك بقبرِ أبشالوم، نسبةً إلى أبشالوم الابنِ الثالثِ للملك داود. لكنّ الدراساتِ الحديثةِ أشارت -بناءً على تحليل الأنماط المعماريّة- إلى أنّ البناءَ قد شُيّد في القرن الأوّل بعدَ الميلاد، في حين عاش أبشالوم في القرن العاشر قبل الميلاد. طنطورُ فرعون هو بناءٌ ضخمٌ، مُربّعُ الشكلِ، في كُلّ رُكْنٍ من أركانه الأربعةِ أربعةُ أعمدة، ويعلوهُ إفريز يونانيّ فوقهُ قُبّةٌ هرميّةُ الشكلِ. |
| قبر زكريا سُمّي قبر زكريّا بهذا الاسم نسبةً إلى زكريا يهوياداع، وهو كاهنٌ عاش في القرن التاسع قبلَ الميلاد وورد ذكرهُ في العهد القديم. إلّا أنّه في الحقيقةِ ليس قبراً، بل هو نصبٌ تذكاريٌ شُيّد في القرن الأوّل بعدَ الميلاد. ولا يفصلُ بينه وبين طنطور فرعون سوى بضعة أمتار. المبنى محفورٌ بالصخرِ ومُشيّدٌ على شكلِ مُكعّبٍ مُزوّدٍ بسقفٍ هرميّ الشكل، وتزدانُ جُدرانهُ بأعمدةٍ منقوشة. |

## وصلات خارجية
- مركز معلومات وادي حلوة
- مركز مدى سلوان الإبداعي
- بعض المواقع الأثرية في سلوان
- علم الآثار ودوره في تكريس المشهد التوراتي في القدس: «مدينة داود» نموذجاً
- علم الآثار في ظل الصراع: تل القدس القديمة في سلوان
- سلوان.. حامية القدس - وثائقي من قناة تي آر تي العربية